# Chopstix (Craig Xen)
Chopstix è un singolo del rapper statunitense Craig Xen pubblicato il 18 agosto 2018.

## Tracce
1. Chopstix – 1:56